# Vidrányi Katalin
Vidrányi Katalin (Budapest, 1945. július 10. – Budapest, 1993. augusztus 5.): magyar vallásfilozófus, katolikus teológiatörténész, fordító, egyetemi oktató.

## Élete és munkássága
1945. július 10-én született Budapesten, polgári családba. 1963-ban érettségizett a Szilágyi Erzsébet Gimnáziumban. 1964–1969 között az ELTE filozófia-magyar szakára járt, diplomamunkáját A kanti istenfogalomból írta. 1968-tól publikált, elsősorban a Világosság c. filozófiai folyóiratban.
Katolikusnak vallotta magát, ám ennek ellenére 1969-től haláláig az MTA Filozófiai Intézetének munkatársa (melynek hivatalos irányvonala meglehetősen eltért a tanárnő szellemiségétől). Egy 1976-os párizsi ösztöndíj nyomán érdeklődése immáron a patrisztikát is magába foglalta. Rendkívül széleskörű érdeklődés jellemezte, szűken vett szakterületén kívül is ("az ember értsen mindenhez, de foglalkozzék egyvalamivel"). Az 1980-as évektől vendégoktatóként az ELTE-n, majd a pécsi Janus Pannonius Tudományegyetemen adott elő a teológiatörténet, filozófiatörténet, patrisztika és Kant-kutatás témakörében.
Karizmatikus személyiség és kiváló előadó volt, lakásán tanítványaival és tisztelőivel a legendás karosszékből folytatott eszmecserét. Hatása elsősorban szóbeli tanításában volt tettenérhető, "amit kis részben az egyetemi oktatás keretein belül, nagyobb részben lakásán, vendéglátóipari egységekben és jártában-keltében fejtett ki". Módszertanára jellemző: "jóval közvetlenebb és agresszívebb tanítói tevékenységet fejtett ki, és nem annyira egy tárgykörbe való bevezetéssel, hanem elsősorban korszakokon és tudományterületeken átívelő problémafelvetéseivel tett sokakat véglegesen tanítványaivá, nem csak a legkülönbözőbb filozófiai stúdiumok művelői között, hanem a szellemi élet egyéb területein is".
Az 1970-es évek végén úttörő módon kezdeményezte egy magyar nyelvű patrisztikai szöveggyűjtemény kiadását. Az elkészült válogatás azonban csak a rendszerváltás (és összeállítójának halála) után jelent meg, 1994-ben (Az isteni és az emberi természetről. Görög egyházatyák, 1-2.). 1979-ben egyik aláírója volt a csehszlovákiai Charta '77-tel szolidaritást vállaló magyar értelmiségiek által Kádár Jánosnak címzett levélnek.

## Megítélése
A legjelentősebb magyar Kant-fordítók közt tartják számon. Életművének foglalata, tanulmányai halála után 5 évvel, 1998-ban jelentek meg egy gyűjteményes kötetben (Krisztológia és antropológia).
Személyisége, viszonya a teológiához, patrisztikához, filozófiához más természetű volt, hogysem ilyen egyértelmű, pragmatikus eligazodást nyújthatott volna. Közismerten nem író filozófus volt, olyan gondolkodó, akinek egyetemi előadásai a hetvenes évek végén az ELTE-n tömegeket vonzottak, s aki ugyanakkor nem ritkán egyszemélyes szemináriumokon nyilatkozott meg. A fönnmaradt tanulmányaira jellemző rendkívül kifinomult, ugyanakkor karakteres nyelvi, stilisztikai érzékenység mutatja, a szóbeliség előnyben részesítése nála nem valamiféle hiányosság elrejtéseként értékelendő. Többen igyekeztek már fölfedni azokat a jellemzőket, melyek gondolkodását, filozófusi habitusát meghatározták. Nehéz ezekhez bármit is hozzátenni, de talán megkockáztatható az a hipotézis, miszerint a műalkotások világából átvett „stílus" fogalma segítségünkre siethet. Az egzakt tudományokban a stílus mindenekelőtt a személytelen matematikai eleganciát jelenti, a filozófiában azonban egyfajta élettelibb intenzitást, melyet a tiszta tudomány és a személyes élményvilág, életfilozófiai beállítódás sajátos szimbiózisa eredményez. Életteli stílushoz azonban csak kevesen jutnak el, s ők is csak kivételes alkalmakkor. Vidrányi Katalin olyan filozófus és teológus volt, akiben ez az intenzív stílus, belső erő föllelhető volt. Ennek megfelelően kérdései is egy kicsit mások voltak, mint a személytelenül objektív tudomány kérdései, s útkeresései, válaszai úgyszintén. A régi teológusok alakjait nem annyira leképezni, fotografálni kívánta, mint inkább sajátos nézőpontból megragadni.

## Emlékezete
- Sírja a Farkasréti temetőben található, búcsúztatására 1993. augusztus 13-án került sor Budapesten
- Karosszék. Szövegek Vidrányi Katalin hagyatékából. Periodika; fénymásolt próbaszám, amatőr kiadás; Karosszék Alapítvány, Bp., 1993
- Ordo amoris – amor ordinis. Vidrányi Katalin-emlékkonferencia; JPTE BTK, Pécs, 1994. október 17–18.
- Intellectus Quaerens. Második Vidrányi Katalin-emlékkonferencia; Pécs, 1999. november 18–19.
- Intellectus Quaerens. Előadások a későantik és középkori filozófia és teológia köréből Vidrányi Katalin emlékére; in: Passim. Filozófiai folyóirat; 2000/1., Pécsi Tudományegyetem, Bölcsészettudományi Kar Filozófiai Tanszék
- Teológia és antropológia. Konferencia Vidrányi Katalin emlékére; Budapest, ELTE BTK, 2018. szeptember 21–22.[6]
- Teológia és antropológia. Tanulmányok Vidrányi Katalin emlékére; szerk. Bene László, Molnár Péter; Gondolat, Budapest, 2024[7]

## Művei

### Önálló kötet
- Krisztológia és antropológia. Összegyűjtött tanulmányok; szerk. Geréby György, Molnár Péter; Osiris, Bp., 1998

### Cikkek, tanulmányok
Lásd még: Vidrányi Katalin életében megjelent írásai
- A kanti Istenfogalom; in: Világosság, 1969/8–9., 484–494. old.; in: A teremtés. Filozófiatörténeti tanulmányok; szerk. Fehér Márta; Áron, Bp., 1996 (Tények és érvek)
- "Maradok a kaptafánál"; válasz Kovács András szociológusnak a marxizmus mibenlétét firtató kérdésére (Marx-körkérdés); in: Marx a negyedik évtizedben (1977, az egyik első magyar – gépelt – szamizdat)[9]
- Karl Rahner teológiája; in: Világosság melléklet, 1979/dec.
- Megjegyzések Augustinushoz; in: Világosság, 1982/12., melléklet
- Laberthonniére; in: Summa. A Filozófiai Intézet műhelyéből; szerk. Kelemen János, Sziklai László; MTA Filozófiai Intézet, Bp., 1987; 274–316. old.
- A. R. Mageddon: Rövid bevezetés a hekatombológiába [szellemtudománytörténeti paródia]; többekkel; in: 2000, 1993/márc., 57–61. old.
- A patrisztikus tradíciók XX. századi újjáélesztése; bev. Ferencz Sándor: "Amit mondok az mind igaz, csak nehogy betű szerint vegyék, mert abból nagy baj lenne". Vidrányi Katalin előadásához; in: Tiszteletkör, BUKSZ, 1997/4.
- Második fordulat (1972); in: Világosság, 2004/6, Kétszáz éves a kanti kriticizmus (1972)
- Karosszék. Szövegek Vidrányi Katalin hagyatékából. Periodika; szerk. Bene László et al.; Karosszék Alapítvány, Bp., 1993[10]

### Fordítások, közreműködések
- Immanuel Kant: A vallás a puszta ész határain belül és más írások; ford. Vidrányi Katalin; Gondolat, Bp., 1974 (Gondolkodók)
- Johan Huizinga: A középkor alkonya. Az élet, a gondolkodás és a művészet formái Franciaországban és Németalföldön a XIV. és XV. században; ford. Szerb Antal, Vas István, Tótfalusi István, utószó Klaniczay Gábor, jegyz. Vidrányi Katalin; Magyar Helikon, Bp., 1976
- Immanuel Kant: A vallás a puszta ész határain belül és más írások; ford. Vidrányi Katalin; 2., jav. kiad., Gondolat, Bp., 1980 (Gondolkodók)
- Aurelius Augustinus: Vallomások; szerk. Láng Rózsa, ford. Városi István, lektor Vidrányi Katalin; Gondolat, Bp., 1982 (Etikai gondolkodók)
- Pierre André Sigal: Isten vándorai. Középkori zarándoklatok és zarándokok; ford. Gyáros Erzsébet, lektor Ferch Magda, Vidrányi Katalin; Gondolat, Bp., 1989
- Aquinói Szent Tamás: A létezőről és a lényegről; ford., Klima Gyula, lektor Vidrányi Katalin; Helikon, Bp., 1990 (Harmonia Mundi Könyvek)
- Az isteni és az emberi természetről. Görög egyházatyák, 1-2.; vál. Vidrányi Katalin, ford. Baán István et al., bev., jegyz., szöveggond. Frenyó Zoltán, szerk. Háy János; Atlantisz, Bp., 1994 (A kútnál)
  - Órigenész: A princípiumokról
  - Nazianzoszi Szent Gergely: 2. beszéd a teológiáról
  - Nüsszai Szent Gergely: Az ember teremtéséről
  - Aranyszájú Szent János: Huszonharmadik homília a Római levélhez
  - Nemesziosz: Az ember természetéről
  - Küroszi Theodorétosz: Az Úr emberré válásáról
  - Apameai János: Három értekezés
  - Pszeudo-Dionüsziosz Areopagitész: A mennyei hierarchiáról
  - Pszeudo-Dionüsziosz Areopagitész: Misztikus teológia
  - Hitvalló Maximosz: Müsztagógia
- Immanuel Kant: Történetfilozófiai írások; összeáll., utószó, jegyz. Mesterházi Miklós, ford. Mesterházi Miklós, Vidrányi Katalin; Ictus, Szeged, 1997
- Immanuel Kant: Prekritikai írások. 1754–1781; ford. többekkel, szerk. Hévizi Ottó, Kardos András; Osiris–Gond–Cura Alapítvány, Bp., 2003 (Sapientia Humana)

## Róla írták, szakirodalom
- Geréby György: Kati; in: Beszélő, 1993. aug. 14., 2. old.
- Erdei János–Ferencz Sándor: A hívő insipiens; in: Magyar Filozófiai Szemle, 1993/1–2, 1035–1039. old.
- Tiszteletkör (szerk. Szécsényi Endre) – Vidrányi Katalin: Filozófiai írások. Kézirat kapcsán; Endreffy Zoltán: Kegyetlen kegyelemtan; Klima Gyula: Mit tehet egy skolaszta a XXI. században?; Heidl György: "Ágoston köpönyege"; Perczel István: "Én nem az ő eretnekük vagyok". Vidrányi Katalin és a krisztológia; Altrichter Ferenc: A kanti istenfogalom és a második fordulat; Gáspár Csaba László: Amikor a filozófus a teológussal társalog; in: BUKSZ – Budapesti Könyvszemle, 1997/4.[11]
- Perczel István: Atyák vagy eretnekek? Egy patrisztikus szöveggyűjtemény; in: BUKSZ – Budapesti Könyvszemle, 1998/1.
- Borbély Gábor–Geréby György: Vidrányi Katalin tanulmányához [Második fordulat]; in: Világosság, 2004/6, 31–32. old.
- Ferencz Sándor: "Én nem az ő eretnekük vagyok. Vidrányi Katalinról"; in: A lét hangoltsága. Tanulmányok a tudás sokféleségéről; szerk. Gábor György, Vajda Mihály; Typotex, Bp., 2010 (Saeculum könyvek)
- Ferencz Sándor: A hetvenes évek filozófiai lehetőségei és valósága; szerk. Boros Gábor; L'Harmattan–NMFT, Bp., 2010 (Ad marginem; NMFT közlemények)